# Skönsberg (stadsdelsområde)
Skönsberg är ett stadsdelsområde i kommundelen Sundsvalls tätortsregion i Sundsvalls kommun som omfattar stadsdelarna Granbacken, Gärde, Petersvik, Skönsberg, Ortviken och Sibirien i tätorten Sundsvall.